# Jesse P. Wolcott

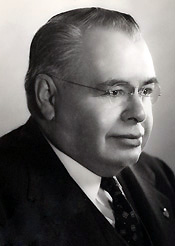
Jesse P. Wolcott

Jesse Paine Wolcott (* 3. März 1893 in Gardner, Worcester County, Massachusetts; † 28. Januar 1969 in Chevy Chase, Maryland) war ein US-amerikanischer Politiker. Zwischen 1931 und 1957 vertrat er den Bundesstaat Michigan im US-Repräsentantenhaus.

## Werdegang
Jesse Wolcott besuchte die öffentlichen Schulen seiner Heimat und danach das Detroit Technical Institute. Nach einem anschließenden Jurastudium am Detroit College of Law und seiner im Jahr 1915 erfolgten Zulassung als Rechtsanwalt begann er in Detroit in seinem neuen Beruf zu arbeiten. Während des Ersten Weltkrieges war er von 1917 und 1919 Leutnant in einer Maschinengewehreinheit. Nach dem Krieg zog er nach Port Huron, wo er als Anwalt praktizierte. Im Jahr 1921 war er dort auch stellvertretender Polizeirichter; von 1922 bis 1926 fungierte er als stellvertretender Staatsanwalt im St. Clair County. Anschließend war er bis 1930 regulärer Staatsanwalt.
Politisch war Wolcott Mitglied der Republikanischen Partei. Bei den Kongresswahlen des Jahres 1930 wurde er im siebten Wahlbezirk von Michigan in das US-Repräsentantenhaus in Washington, D.C. gewählt, wo er am 4. März 1931 die Nachfolge von Louis C. Cramton antrat. Nach zwölf Wiederwahlen konnte er bis zum 3. Januar 1957 insgesamt 13 Legislaturperioden im Kongress absolvieren. In diese Zeit fielen unter anderem die Verabschiedung der New-Deal-Gesetze in den 1930er Jahren, der Zweite Weltkrieg und dessen Folgen, der Beginn des Kalten Krieges, die Bürgerrechtsbewegung und der Koreakrieg. Damals wurden der 20., der 21. und der 22. Verfassungszusatz im Kongress verabschiedet. Von 1947 bis 1949 sowie nochmals von 1953 bis 1955 war Wolcott Vorsitzender des Bank- und Währungsausschusses. Von 1953 bis 1955 leitete er auch das Joint Committee on on Economic Report.
1956 verzichtete Wolcott auf eine weitere Kandidatur. Im Jahr 1958 wurde er einer der Direktoren der Federal Deposit Insurance Corporation, deren Präsident er bis 1964 war. Danach zog er sich in seinen Ruhestand zurück. Jesse Wolcott starb am 28. Januar 1969 in Chevy Chase und wurde auf dem Nationalfriedhof Arlington in Virginia beigesetzt.